# Tour d'Italie 1948
La 31e édition du Tour d'Italie s'est élancée de Milan, le 15 mai 1948 et est arrivée à Milan le 6 juin. Ce Giro a été remporté par l'Italien Fiorenzo Magni avec seulement 11 secondes d'avance sur son compatriote Ezio Cecchi, record toujours d'actualité du plus petit écart entre les deux premiers.
La course est l'une des épreuves comptant pour le Challenge Desgrange-Colombo.

## Équipes participantes
| N.    | Code | Équipe             |
| ----- | ---- | ------------------ |
| 1-7   | LEG  | Legnano            |
| 8-14  | LYG  | Lygie              |
| 15-21 | PEU  | Peugeot            |
| 22-28 | WIL  | Wilier             |
| 29-35 | VCI  | Viani Cral Imperia |
| 36-42 | CIM  | Cimatti            |

| N.    | Code | Équipe    |
| ----- | ---- | --------- |
| 43-49 | ATA  | Atala     |
| 50-56 | ARB  | Arbos     |
| 57-63 | BEN  | Benotto   |
| 64-70 | BIA  | Bianchi   |
| 71-77 | VIS  | Viscontea |

## Classement général
| Classement général final |                   |
| --- | ----------------- |
| \| 1. Fiorenzo Magni \| 124 h 51 min 52 s \| \| 2. Ezio Cecchi \| à 11 s \| \| 3. Giordano Cottur \| à 2 min 37 s \| \| 4. Vito Ortelli \| à 2 min 37 s \| \| 5. Primo Volpi \| à 8 min 24 s \| \| 6. Angelo Brignole \| à 9 min 14 s \| \| 7. Giulio Bresci \| à 9 min 17 s \| \| 8. Gino Bartali \| à 11 min 52 s \| \| 9. Serafino Biagioni \| à 15 min 05 s \| \| 10. Alfredo Martini \| à 18 min 22 s \| \| \| \| |                   |
| 1. Fiorenzo Magni | 124 h 51 min 52 s |
| 2. Ezio Cecchi | à 11 s            |
| 3. Giordano Cottur | à 2 min 37 s      |
| 4. Vito Ortelli | à 2 min 37 s      |
| 5. Primo Volpi | à 8 min 24 s      |
| 6. Angelo Brignole | à 9 min 14 s      |
| 7. Giulio Bresci | à 9 min 17 s      |
| 8. Gino Bartali | à 11 min 52 s     |
| 9. Serafino Biagioni | à 15 min 05 s     |
| 10. Alfredo Martini | à 18 min 22 s     |
| |                   |

## Étapes
| Étape     | Date     | Villes étapes                         | km  | Vainqueur d'étape  | Leader du classement général |
| 1re étape | 15 mai   | Milan - Turin                         | 190 | Giordano Cottur    | Giordano Cottur              |
| 2e étape  | 16 mai   | Turin - Gênes                         | 226 | Mario Ricci        | Giordano Cottur              |
| 3e étape  | 17 mai   | Gênes - Parme                         | 243 | Luciano Maggini    | Giordano Cottur              |
| 4e étape  | 18 mai   | Parme - Viareggio                     | 166 | Luigi Casola       | Giordano Cottur              |
| 5e étape  | 20 mai   | Viareggio - Sienne                    | 165 | Adolfo Leoni       | Giordano Cottur              |
| 6e étape  | 21 mai   | Sienne - Rome                         | 256 | Luigi Casola       | Giordano Cottur              |
| 7e étape  | 22 mai   | Rome - Pescara                        | 230 | Antonio Bevilacqua | Giordano Cottur              |
| 8e étape  | 23 mai   | Pescara - Bari                        | 347 | Adolfo Leoni       | Giordano Cottur              |
| 9e étape  | 25 mai   | Bari - Naples                         | 306 | Nedo Logli         | Vito Ortelli                 |
| 10e étape | 26 mai   | Naples - Fiuggi                       | 184 | Italo De Zan       | Vito Ortelli                 |
| 11e étape | 27 mai   | Fiuggi - Pérouse                      | 265 | Désiré Keteleer    | Vito Ortelli                 |
| 12e étape | 29 mai   | Pérouse- Florence                     | 164 | Oreste Conte       | Vito Ortelli                 |
| 13e étape | 30 mai   | Florence - Bologne                    | 194 | Bruno Pasquini     | Vito Ortelli                 |
| 14e étape | 31 mai   | Bologne - Udine                       | 278 | Oreste Conte       | Fiorenzo Magni               |
| 15e étape | 1er juin | Udine - Auronzo di Cadore             | 125 | Vincenzo Rossello  | Ezio Cecchi                  |
| 16e étape | 3 juin   | Auronzo di Cadore - Cortina d'Ampezzo | 90  | Fausto Coppi       | Ezio Cecchi                  |
| 17e étape | 4 juin   | Cortina d'Ampezzo - Trente            | 160 | Fausto Coppi       | Fiorenzo Magni               |
| 18e étape | 5 juin   | Trente - Brescia                      | 239 | Elio Bertocchi     | Fiorenzo Magni               |
| 19e étape | 6 juin   | Brescia - Milan                       | 231 | Fiorenzo Magni     | Fiorenzo Magni               |

## Classements annexes
| Classement de la montagne | Fausto Coppi | ... points |
| Deuxième                  | Ezio Cecchi  | ... points |
| Troisième                 | Gino Bartali | ... points |

## Liste des coureurs
| Legnano | Lygie | Peugeot |
| - 1 Gino Bartali (Ita) 8e - 2 Adolfo Leoni (Ita) ab - 3 Mario Ricci (Ita) 33e - 4 Giovanni Corrieri (Ita) ab - 5 Vincenzo Rossello (Ita) 18e - 6 Virgilio Salimbeni (Ita) 14e - 7 Leo Castellucci (Ita) 29e       | - 8 Albert Ritserveldt (Bel) ab - 9 Jérôme Dufromont (Bel) ab - 10 Frans Gielen (Bel) ab - 11 Karel Leysen (Bel) ab - 12 Hilaire Couvreur (Bel) ab - 13 Guillaume Cappelmans (Bel) ab - 14 Léon Daenekynt (Bel) ab              | - 15 Emile Idée (Fra) ab - 16 Camille Danguillaume (Fra) ab - 17 Maurice De Muer (Fra) ab - 18 Alphonse De Vreese (Fra) ab - 19 Paul Giguet (Fra) ab - 20 Jean de Gribaldy (Fra) ab - 21 Robert Dorgebray (Fra) ab |
| Wilier Triestina | Viani Cral Imperia | Cimatti |
| - 22 Fiorenzo Magni (Ita) 1e - 23 Giordano Cottur (Ita) 3e - 24 Luciano Maggini (Ita) ab - 25 Giulio Bresci (Ita) 7e - 26 Alfredo Martini (Ita) 26e - 27 Egidio Feruglio (Ita) 16e - 28 Guido De Santi (Ita) 31e  | - 29 Egidio Marangoni (Ita) 23e - 30 Vittorio Rossello (Ita) ab - 31 Serafino Biagioni (Ita) 9e - 32 Vittorio Magni (Ita) 17e - 33 Giuseppe Ausenda (Ita) 20e - 34 Settimio Simonini (Ita) 19e - 35 Amedeo Maricanola (Ita) 24e | - 36 Renzo Zanazzi (Ita) ab - 37 Valeriano Zanazzi (Ita) 40e - 38 Gildo Monari (Ita 27e) - 39 Ezio Cecchi (Ita) 2e - 40 Luigi Casola (Ita) ab - 41 Enzo Bellini (Ita) 37e - 42 Carlo Moscardini (Ita) 39e          |
| Atala | Arbos | Benotto |
| - 43 Vito Ortelli (Ita) 4e - 44 Antonio Bevilacqua (Ita) ab - 45 Italo De Zan (Ita) 28e - 46 Elio Bertocchi (Ita) 22e - 47 Sergio Pagliazzi (Ita) 36e - 48 Armando Peverelli (Ita) 21e - 49 Bortolo Bof (Ita) 32e | - 50 Angelo Brignole (Ita) 6e - 51 Nedo Logli (Ita) 11e - 52 Primo Volpi (Ita) 5e - 53 Luciano Pezzi (Ita) ab - 54 Attilio Lambertini (Ita) 34e - 55 Vitaliano Lazzerini (Ita) 35e - 56 Marcello Paolieri (Ita) ab              | - 57 Aldo Bini (Ita) 41e - 58 Antonio Covolo (Ita) ab - 59 Angelo Menon (Ita) 12e - 60 Umberto Drei (Ita) ab - 61 Alfredo Pasotti (Ita) 13e - 62 Giorgio Cargioli (Ita) 30e - 63 Giancarlo Astrua (Ita) ab         |
| Bianchi | Viscontea | |
| - 64 Fausto Coppi (Ita) ab - 65 Aldo Ronconi (Ita) ab - 66 Oreste Conte (Ita) ab - 67 Bruno Pasquini (Ita) ab - 68 Mario Vicini (Ita) ab - 69 Désiré Keteleer (Bel) ab - 70 Prosper Depredomme (Bel) ab           | - 71 Olimpio Bizzi (Ita) ab - 72 Aldo Baito (Ita) ab - 73 Quirino Toccaceli (Ita) 25e - 74 Severino Canavesi (Ita) ab - 75 Giovanni Ronco (Ita) 15e - 76 Ubaldo Pugnaloni (Ita) 38e - 77 Ugo Fondelli (Ita) 26e                 | |

## Sources
- (nl) Cet article est partiellement ou en totalité issu de l’article de Wikipédia en néerlandais intitulé « Ronde van Italië 1948 » (voir la liste des auteurs).